# Copella arnoldi
Copella arnoldi, thường được gọi là splash tetra hoặc splashing tetra, là một loài cá nước ngọt nhiệt đới thuộc họ Lebiasinidae. Nó có nguồn gốc ở Nam Mỹ.

## Mô tả
Splash tetra là một loài cá nhỏ, mảnh mai với chiều dài từ 3 đến 4 xentimét (1,2 đến 1,6 in). Miệng tương đối lớn và hếch lên, với hàm răng nhọn; điều này trái ngược với miệng ngang của các loài Nannostomus tương tự (cá bút chì). Xương hàm trên được uốn cong thành hình chữ S và lỗ mũi được ngăn cách bởi một lớp gờ của da. Có một điểm tối trên vây lưng và một đường tối từ mõm đến mắt. Nó không có cơ quan đường bên và không có vây mỡ.

## Phân bố và môi trường sống
Loài này là loài đặc hữu của lưu vực sông nhiệt đới ở Nam Mỹ, nơi nó có mặt trong các hệ thống sông từ Orinoco đến sông Amazon. Nó được tìm thấy trong các suối cạn, cả ở các lạch nước trong và ở các lạch nước trong đầm lầy và đầm lầy.

## Sinh thái học
Giun, động vật giáp xác và các động vật không xương sống khác, đặc biệt là côn trùng nhỏ rơi trên bề mặt của nước, tạo nên thức ăn của splash tetra.
Loại cá này có hệ sinh sản bất thường, với cá đực chăm sóc trứng. Trong mùa sinh sản, con đực chọn một vị trí thích hợp với tán lá nhô ra. Khi nó đã thu hút một con cái đến chỗ này, chúng đồng thời nhảy ra khỏi nước và bám vào một chiếc lá treo thấp cùng hướng vây bụng của chúng trong thời gian lên đến mười giây. Ở đây con cái đẻ một mẻ từ sáu đến mười quả trứng được con đực thụ tinh ngay trước khi cả hai con cá rơi xuống nước. Các mẻ khác được đặt theo cách tương tự cho đến khi có 100 đến 200 quả trứng trên lá và con cái mệt lử. Con đực vẫn ở gần đó, liên tục bắn nước vào trứng để giữ cho chúng ẩm ướt. Tốc độ bắn tung tóe lên đến khoảng 38 lần mỗi giờ. Trứng nở sau khoảng 36 đến 72 giờ và cá bột rơi xuống nước.